# SN 2006kl
SN 2006kl – supernowa typu Ia odkryta 28 września 2006 roku w galaktyce A003133-0008. W momencie odkrycia miała maksymalną jasność 21,30m.